# Dobra (powiat łobeski)
Dobra (Dobra koło Nowogardu, niem. Daber) – miasto w północno-zachodniej Polsce, w województwie zachodniopomorskim, w powiecie łobeskim, siedziba władz gminy Dobra. Położone w pasie Pojezierza Zachodniopomorskiego, nad strugą Dobrzenicą.
Według danych z 31 grudnia 2010 r. miasto miało 2305 mieszkańców.

## Położenie
Miasto leży na pograniczu Wysoczyzny Łobeskiej i Pojezierza Ińskiego, czyli w pasie Pojezierza Zachodniopomorskiego.
Według danych z 1 stycznia 2009 powierzchnia miasta wynosi 2,37 km².
Dobra jest położona przy drodze wojewódzkiej nr 144 i nr 146, między Chociwlem na południu (14 km) i Nowogardem na północy (17 km).
W granicach administracyjnych miasta znajduje się jezioro Tuczno, w południowo-zachodniej części miasta. W Dobrej ma źródło struga Dobrzenica, która przepływa przez miasto i biegnie w kierunku północnym.

## Historia

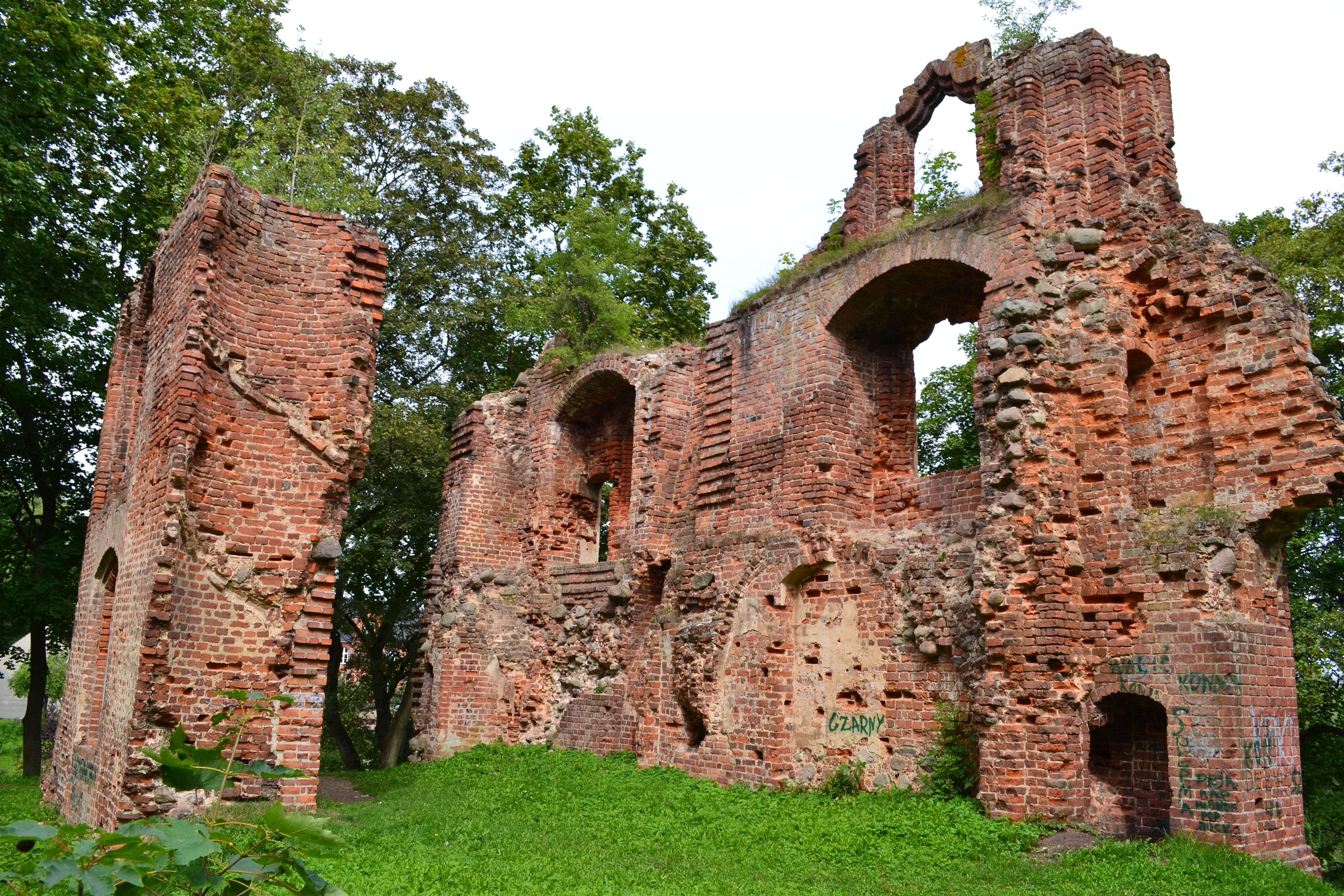
Ruiny zamku von Dewitzów

Obszar został włączony do państwa polskiego przez Mieszka I ok. 967 roku. W X-XIII był tu słowiański gród opolny na półwyspie jeziora, obok niego leżała osada palowa (fragmenty tych obiektów archeologowie odnaleźli w latach 60. XX wieku podczas upustu wód z jeziora w pobliżu miasta). W XIII w. tereny te zostały zagarnięte przez Brandenburgię, jej lennicy Dziewiczowie rozpoczęli wówczas budowę zamku, wokół niego powstała osada. Prawa miejskie sprzed 1331 roku, pierwsza wzmianka o „civitas” w bulli papieskiej. W XIV w. Dobra i okolice jako lenno stały się na 470 lat własnością rodu von Dewitz.
W roku 1647 na skutek epidemii dżumy liczba mieszkańców Dobrej zmniejszyła się z ponad 600 do 48 osób. W XVII i XVIII w mieście miały miejsce bunty przeciwko feudałom. W XVIII rozebrano mury miejskie i umocnienia. Przez Dobrą przechodziły dwie linie Stargardzkiej i Reskiej Kolei Wąskotorowej. Pierwsza z nich ze Stargardu została wybudowana w maju 1895 r., a zamknięta w 2001 r. Druga linia kolei biegała z Dobrej do Łobza, należała ona do Reskiej Kolej Wąskotorowej i została uruchomiona w lipcu 1896 r. Połączenie to funkcjonowało nieprzerwanie do roku 1991. 3 marca 1945 do miasta wkroczyły oddziały I Armii Wojska Polskiego.
W 1946 roku zmieniono urzędowo niemiecką nazwę miasta – Daber, na polską nazwę – Dobra.
W 2007 roku miasto powiększono o 4,38 ha.

## Zabytki

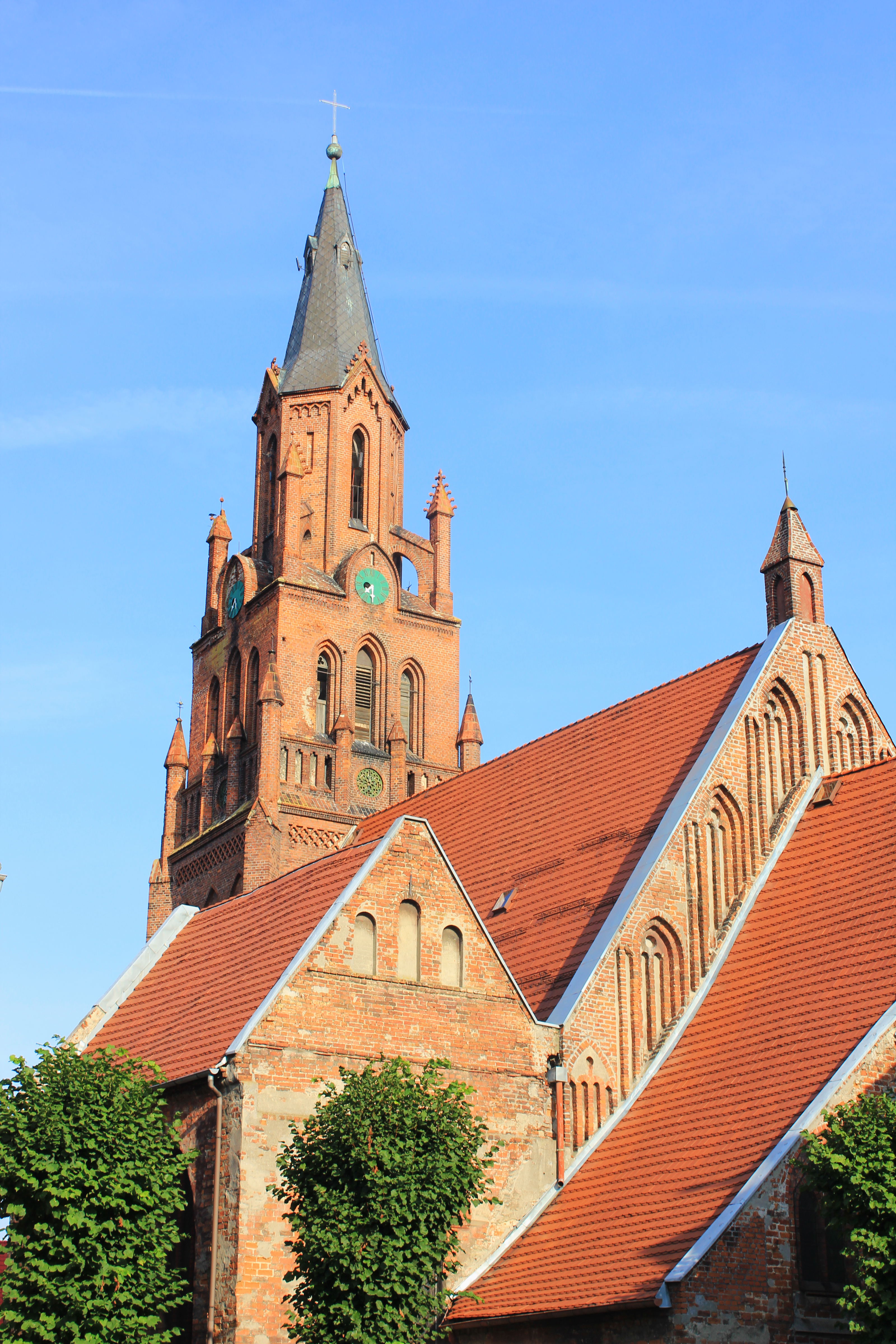
Kościół pw. św. Klary

Cały obszar Starego Miasta Dobrej został wpisany do rejestru zabytków.
Lista zabytków w mieście:
- ruiny zamku von Dewitzów – budowla z XIII w. (budowana w latach ok. 1287–1295). W roku 1308 zniszczony przez Brandenburczyków. W 1338 zamek znalazł się w rękach Ulryka I von Dewitza, który otrzymał go wraz z ziemią doberską przekazaną w lenno przez księcia Warcisława IV. Rodzina von Dewitzów władała zamkiem do 1808 roku. Rozbudowywany przez 530 lat zamek stał się najsilniejszą i najobszerniejszą fortecą księstwa pomorskiego. W roku 1538 Jobst von Dewitz ukończył renowację zamku. Zburzono część pierwotnej budowli, a w jej miejsce wzniesiono dwa budynki – północny (Stary Dom) i południowy (Nowy Dom). W okresie świetności zamek posiadał 13 pokoi, dwie duże sale oraz dwie reprezentacyjne „złote komnaty”, po jednej w obu skrzydłach. Po wojnie trzydziestoletniej północna część zamku została rozdzielona pomiędzy spadkobierców i zaczęła popadać w ruinę. Po okresie napoleońskim południowa część zamku została wysadzona w celu pozyskania materiału budulcowego. W roku 1846 ruiny i majątek von Dewitzów wykupił Karol Juliusz Luepcke. W roku 1862 rozpoczął konserwację obiektu, którą ukończył w latach 1905–1906 generał Henryk von Diest.

- kościół św. Klary – „według K. Kality-Skwirzyńskiej, budowany był w trzech etapach. W pierwszej połowie XV wieku wzniesiono prezbiterium i zakrystię. W drugim etapie – od końca XV do początku XVI wieku – wybudowano korpus nawowy, kaplicę z lożą kolatorską i kaplicę NMP. Sklepienia założono dopiero po wielkim pożarze w 1539 r. Najmłodszym elementem jest dzwonnica wybudowana w końcu XIX wieku.”[12]

- budynek mieszkalny przy ul. Kościuszki 3
- Pensjonat „Taber” (ul. Kościuszki 4) – najstarszy budynek mieszkalny wybudowany na przełomie XVII i XVIII wieku. Obecnie pełni funkcję pensjonatu, wcześniej urzędu stanu cywilnego.
- dom przy ul. Bohaterów Westerplatte 25
- stacja kolei wąskotorowej
- park dworski

## Kultura i oświata

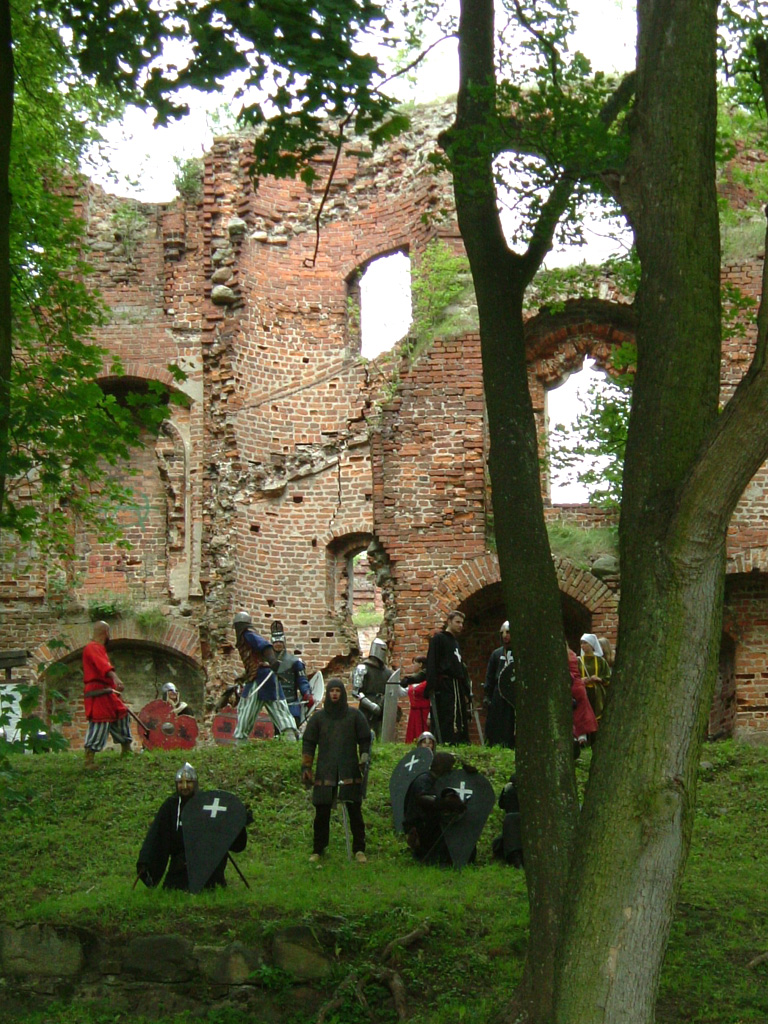
Jarmark Doberski (2007)

W lipcu na Rynku ma miejsce dwudniowy Jarmark Doberski, będący imprezą o charakterze rodzinnym. Impreza odbywa się od 1999 roku i nawiązuje do średniowiecznych jarmarków w Dobrej. Towarzyszy mu inscenizacja bitwy o zamek i biesiady rycerskiej, konkurs w jedzeniu Kiełbasy Doberskiej, turnieje rycerskie, biegi uliczne, rowerowe wyścigi przełajowe Szlakiem Olbrzymów, warsztaty taneczne. Program imprezy jest kierowany zarówno dla dorosłych dzieci i młodzieży. W czasie jarmarku odbywają się występy sceniczne, gry i zabawy, warsztaty garncarskie, przejażdżki konne.
Od 2006 roku na przełomie stycznia i lutego organizowany jest Rycerski Zjazd Zimowy, na który przybywają bractwa rycerskie goszczące latem w czasie Jarmarku Doberskiego.
W mieście znajduje się Szkoła Podstawowa im. Polskich olimpijczyków, oraz kiedyś funkcjonowało Gimnazjum im. Unii Europejskiej.

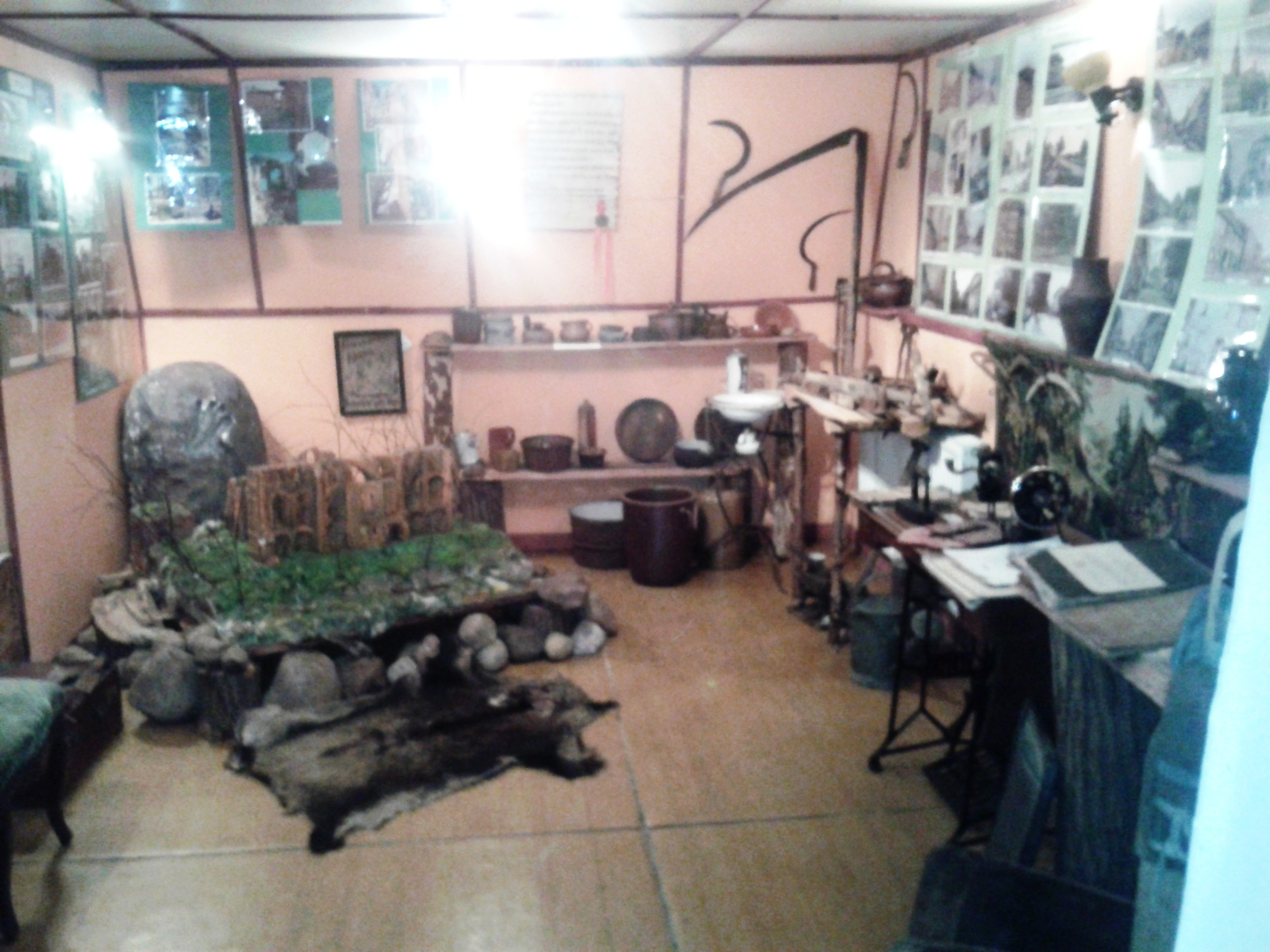
Biblioteka Publiczna w Dobrej – Muzeum Ziemi Doberskiej

W Bibliotece Publicznej w Dobrej znajduje się Muzeum Ziemi Doberskiej, które powstało w 2005 roku i mieści się w dwóch salach. Najstarszym eksponatem w muzeum jest neolityczny toporek, który został wykopany na polu niedaleko wsi Krzemienna. Inne ciekawe eksponaty to bardzo stary zestaw narzędzi stolarskich i z XIX w. maszyna do pisania. W drugiej sali są eksponaty związane z powojenną historią miasta. Znajduje się tutaj np. oryginalne wyposażenie biura organizacji przesiedleńczej (PUR), dokumenty i szczegółowe opisy gospodarstw w gminie Dobra, akty nadania ziemi, przedmioty użytku codziennego, wyposażenie zakładu kowalskiego, krawieckiego, fryzjerskiego i inne.

## Ludzie urodzeni w Dobrej
- Jobst von Dewitz (ur. 1491 w Dobrej, zmarł 20 lutego 1542 w Wolgast) - był radcą książęcym i kanclerzem na Pomorzu-Wolgast
- Georg Friedrich Holtzhauer (ur. 1746 w Dobrej; zm. 12 sierpnia 1801 w Königsberg (Preußen)) był niemieckim prawnikiem i nauczycielem akademickim
- Zbigniew Miler (ur. 1954 w Dobrej) - nauczyciel, historyk i regionalista. Autor i współautor kilku książek i setek artykułów o tematyce historycznej. Popularyzator turystyki wśród dzieci i młodzieży.
- Marek Walesiak (ur. 17 czerwca 1957 r. w Dobrej) – polski ekonomista, specjalizujący się w badaniach marketingowych, ekonometrii, klasyfikacji i analizie danych; nauczyciel akademicki związany z uczelniami we Wrocławiu, Jeleniej Górze i Kielcach.

## Ludzie związani z Dobrą
- Stephan Berend von Dewitz (ur. 21 marca 1672, zm. 8 marca 1728) – był pruskim starostą (Landrat). Do śmierci kierował powiatem Daber-Naugard-Dewitz na Pomorzu Zachodnim
- Christian Heinrich von Dewitz (ur. 4 czerwca 1698 w Daber, zm. 26 lutego 1774 tamże) był pruskim starostą (Landrat) w okręgu Daber-Naugard-Dewitz na Pomorzu Zachodnim.

## Sport

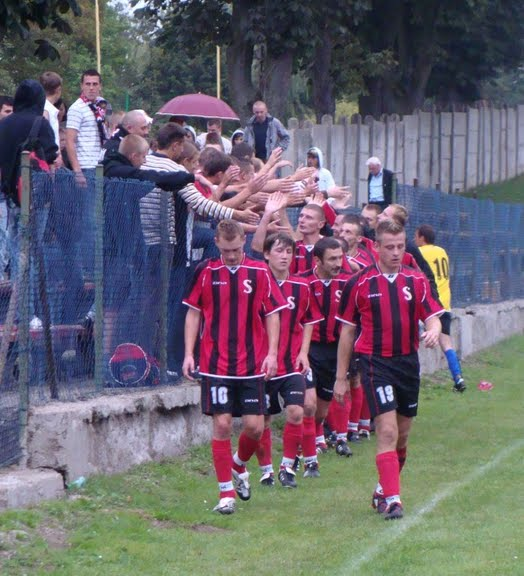
MG LKS Sarmata Dobra

W mieście istnieje działa Miejsko-Gminny Ludowy Klub Sportowy „Sarmata” Dobra. Obecnie występuje on w IV lidze zachodniopomorskiej. Klub został założony w 1946 roku i ma barwy klubowe czerwony, biały i czarny. Miasto posiada stadion piłkarski przy ulicach Sportowej i Wojska Polskiego o wymiarach płyty głównej 105 × 64 m i trybunach z 400 miejscami siedzącymi. Przy stadionie znajduje się także boisko boczne.

## Demografia
Struktura demograficzna mieszkańców Dobrej wg danych z 31 grudnia 2008:
| Opis                                | Ogółem | Ogółem | Kobiety | Kobiety | Mężczyźni | Mężczyźni |
| ----------------------------------- | ------ | ------ | ------- | ------- | --------- | --------- |
| Jednostka                           | osób   | %      | osób    | %       | osób      | %         |
| Populacja                           | 2320   | 100    | 1211    | 52,2    | 1109      | 47,8      |
| Wiek przedprodukcyjny (0–17 lat)    | 513    | 22,11  | 252     | 10,86   | 261       | 11,25     |
| Wiek produkcyjny (18–65 lat)        | 1444   | 62,24  | 685     | 29,53   | 759       | 32,72     |
| Wiek poprodukcyjny (powyżej 65 lat) | 363    | 15,65  | 274     | 11,81   | 89        | 3,84      |

- Piramida wieku mieszkańców Dobrej w 2014 roku[2].

## Transport
W mieście krzyżuje się droga wojewódzka nr 146 z drogą wojewódzką nr 144, która łączy Chociwel i Nowogard.
Miasto posiada nieczynną stację kolei wąskotorowej Dobra Nowogardzkie. Do 2001 roku łączyła kolej miasto ze Stargardem. Stargardzka Kolej Wąskotorowa została zbudowana w 1895 r. i do 1991 roku linia prowadziła dalej z Dobrej do Reska i do Łobza.
W latach 1902–1945 istniała także normalnotorowa linia kolejowa do Nowogardu.

## Administracja
Miasto jest siedzibą gminy miejsko-wiejskiej. W Radzie Miejskiej w Dobrej zasiada 15 radnych. Organem wykonawczym jest burmistrz. Siedzibą władz jest urząd miejski przy Rynku.
Burmistrzowie Dobrej:
- Stanisław Glin (od 2002 do 2004)[19]

- Barbara Ewa Wilczek (od 2004 do 2014)
- Piotr Remigiusz Hebda (od 2014 do 2018)
- Krzysztof Wrzesień[20] (od 2018)

Mieszkańcy Dobrej wybierają radnych do sejmiku województwa w okręgu II. Parlamentarzystów wybierają parlamentarzystów z okręgu wyborczego Szczecin, a posłów do Parlamentu Europejskiego z okręgu wyborczego nr 13.
W latach 1946–1998 miasto administracyjnie należało do województwa szczecińskiego. W latach 1954–1972 miasto było siedzibą władz gromady Dobra. Do 2001 roku w powiecie goleniowskim, a obecnie w powiecie łobeskim.